# Kleinbernsdorf (Glauchau)
Kleinbernsdorf ist ein Ortsteil der Großen Kreisstadt Glauchau im Landkreis Zwickau in Sachsen. Der Ort gehörte ursprünglich zu Reinholdshain und kam mit dessen Eingemeindung am 3. Oktober 1992 zur Stadt Glauchau. Kleinbernsdorf gehört heute zum Glauchauer Ortsteil Reinholdshain. Er trägt den Gemeindeschlüssel 080.

## Geografie

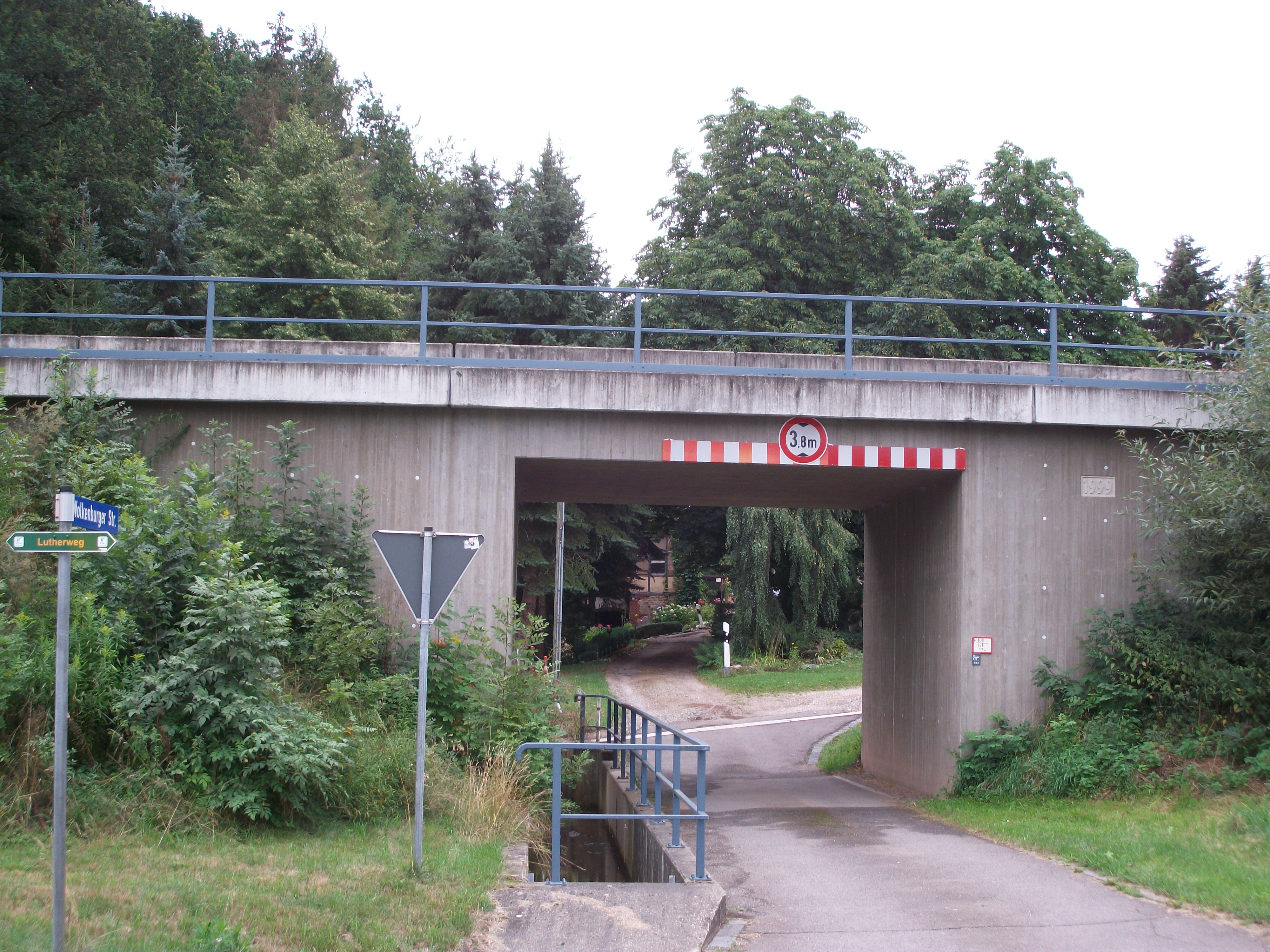
Viadukt der um 2000 stillgelegten Muldentalbahn in Kleinbernsdorf über den Oertelshainer Bach. Einfahrt zum ehemaligen Gasthof „Kiautschau“

### Geografische Lage und Verkehr
Kleinbernsdorf liegt im nördlichen Stadtgebiet von Glauchau am orographisch rechten Ufer der Zwickauer Mulde gegenüber der Gemeinde Remse. Im Ort mündet der Oertelshainer Bach in die Zwickauer Mulde. Durch den Ort verläuft die stillgelegte Bahnstrecke Glauchau–Wurzen (Muldentalbahn). Südlich von Kleinbernsdorf verläuft die A 4. Kleinbernsdorf liegt am Lutherweg Sachsen.

### Nachbarorte
|             | Remse                                       |             |
| Weidensdorf | Kompassrose, die auf Nachbargemeinden zeigt | Oertelshain |
| Jerisau     | Reinholdshain                               |             |

## Geschichte

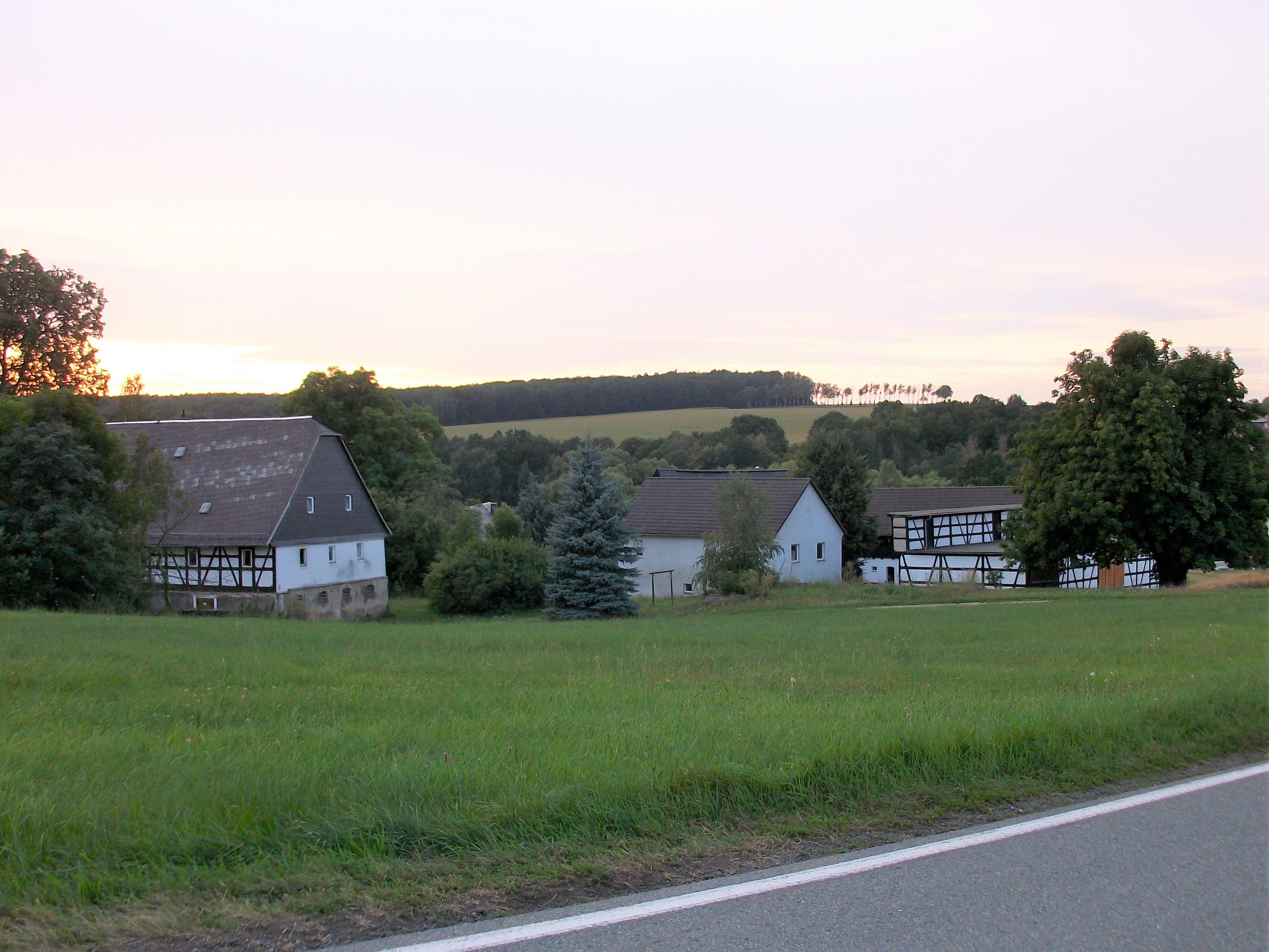
Fachwerkhäuser in Kleinbernsdorf

Kleinbernsdorf wurde im Jahr 1460 als „Pernsdorff“ erwähnt. Der Ort war politisch wie kirchlich immer zu Reinholdshain gehörig. Bezüglich der Grundherrschaft waren Reinholdshain und Kleinbernsdorf Amtsdörfer der schönburgischen Herrschaft Glauchau, Amt Forderglauchau. Nachdem auf dem Gebiet der Rezessherrschaften Schönburg im Jahr 1878 eine Verwaltungsreform durchgeführt wurde, kam Kleinbernsdorf als Teil von Reinholdshain im Jahr 1880 zur neu gegründeten sächsischen Amtshauptmannschaft Glauchau.
Durch die zweite Kreisreform in der DDR kam die Gemeinde Reinholdshain mit Kleinbernsdorf im Jahr 1952 zum Kreis Glauchau im Bezirk Chemnitz (1953 in Bezirk Karl-Marx-Stadt umbenannt), der im Jahr 1990 als sächsischer Landkreis Glauchau weitergeführt wurde und 1994 im Landkreis Chemnitzer Land bzw. 2008 im Landkreis Zwickau aufging. Seit der Eingemeindung von Reinholdshain mit den Ortsteilen Ebersbach und Kleinbernsdorf in die Stadt Glauchau bilden diese seit dem 3. Oktober 1992 den Ortsteil Reinholdshain.
Zwischen Juli und Oktober 1999 wurde die aus dem Jahre 1875 stammende Segmentbogen-Eisenbahnbrücke durch einen Neubau ersetzt. Dazu wurde die Bahnstrecke zeitweise außer Betrieb genommen. Die alte Brücke hatte einen einzigen Bogen, der aus Phyllitbruchstein und Sandstein gemauert war. Die Steine waren stark verwittert und die alte Brücke daher nicht reparabel gewesen. Die neue Brücke ist eine Stahlbetonrahmen-Brücke.

### Gasthof „Kiautschau“ und „Vogels Brauerei“ in Kleinbernsdorf

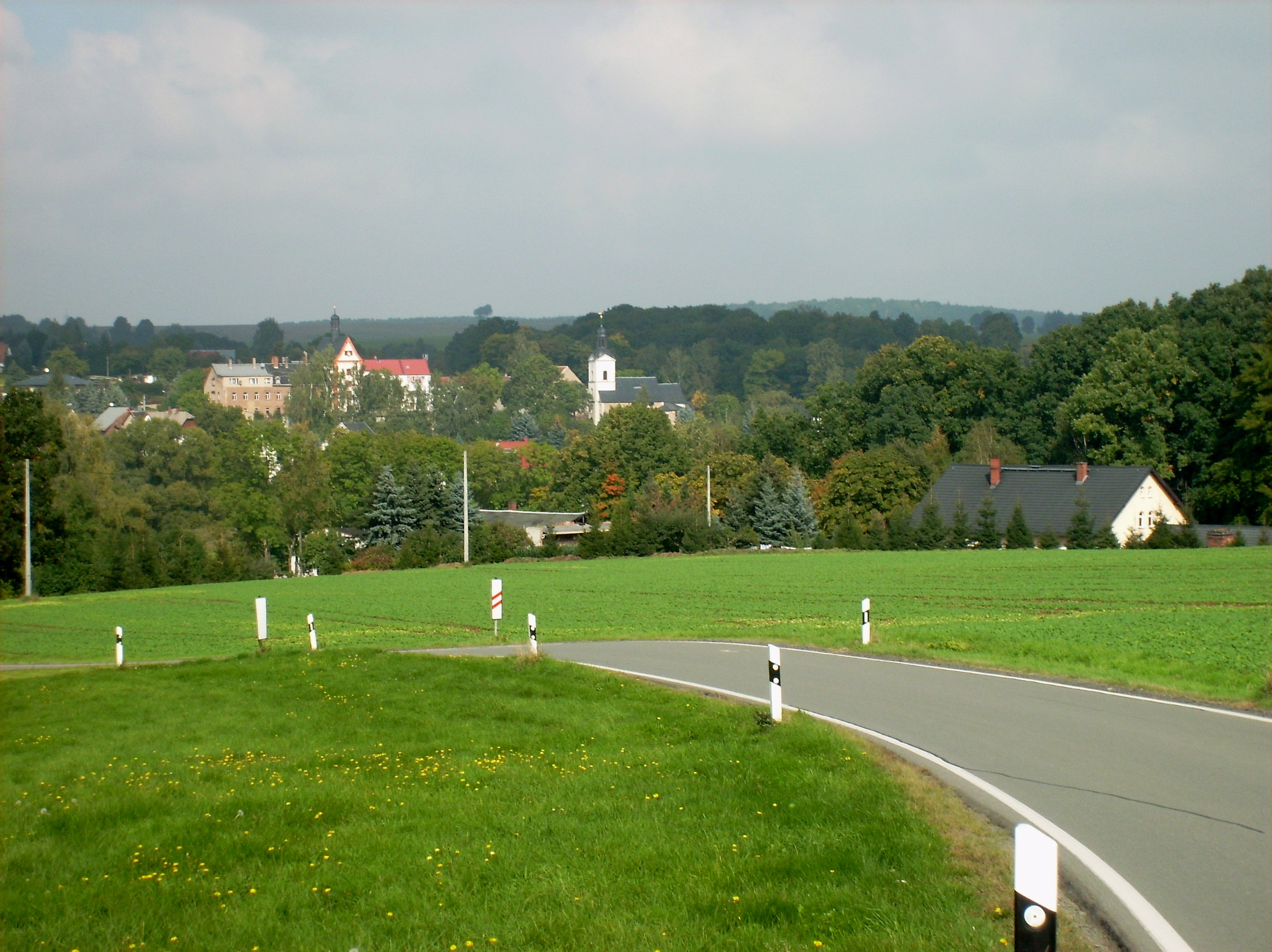
Blick vom Kleinbernsdorfer Berg nach Remse. Rechte Bildmitte: Gebäude am ehemaligen Gasthof Kiautschau

Regionalgeschichtlich bedeutsam ist die Geschichte der ehemaligen Gasthäuser von Remse („Colosseum“) und Kleinbernsdorf („Kiautschau“). Beide hatten (zu verschiedenen Jahren) denselben Betreiber und in beiden fanden große Veranstaltungen statt.
Diese Gaststätten waren seinerzeit (Ende des 19. Jahrhunderts) überregional bekannt. Heute erinnern nur erhaltene Postkarten und die verbliebenen Gebäude in Remse und Kleinbernsdorf an die damaligen Events in diesen Gasthäusern.
Im unteren westlichen Teil des Tales des Oertelshainer Baches, der auch noch den Namen Aubach trug, befanden sich schon um 1900 mehrere Gebäude, wie alte Ansichtskarten zeigen. Der Gasthof „Kiautschau“, ein fabrikartiges Gebäude mit Schornstein (Vogels Brauerei) und eine ehemalige Wassermühle.
Im Jahr 1864 wird „Vogels Brauerei Kleinbernsdorf“ im unteren Teil des Tales des Oertelshainer Baches errichtet. In unmittelbarer Nähe wird 1866 der Gasthof Kleinbernsdorf erbaut, der später „Kiautschau“ heißen wird.
Hermann Rosenfeld, Besitzer des Gasthofes in Remse, lässt den Remser Gasthof im Jahr 1886 um den hölzernen Anbau „Colosseum“ erweitern. Daraufhin finden in Remse riesige Veranstaltungen statt, zu denen auch Persönlichkeiten erscheinen. Der bekannte Wiener Musiker Joseph Strauß (in Frage kommen Joseph Strauss oder Josef Strauss) soll in Remse Auftritte gehabt haben.
Zeitweise soll Rosenfeld das eingenommene Geld der Überlieferung nach „schürzenweise“ in eine Kammer geschafft haben. Die Ställe für 50 Pferde am Gasthof Remse sollen oft nicht ausgereicht haben.
Wirtschaftlich scheiterte Rosenfeld aber mit dem Gasthof Remse wohl wegen zu hoher Ausgaben.
Daher verkaufte er den Gasthof mit dem Colosseum und pachtete den Gasthof Kleinbernsdorf. Laut Angaben auf einer Ansichtskarte („Gruss aus Kiautschau Kleinbernsdorf Station Remse“) pachtete Hermann Rosenfeld den Gasthof Kleinbernsdorf/Kiautschau ab Mai 1899 vom Besitzer August Vogel, dem ja auch die Brauerei gehörte. Rosenfeld benennt das Gasthaus Kleinbernsdorf in „Kiautschau“ um und lässt an der Nordseite des unteren Tales des Oertelshainer Baches einen Park anlegen, dem Gasthaus gleich gegenüber gelegen. Mehrere Brücken führten über den Bach zum Park, wo es auch zwei Pavillons gab. Die Abbildung des Parks findet sich auf alten Ansichtskarten des Gasthofes Kiautschau. Zum Gasthof Kiautschau gehörten auch Fremdenzimmer sowie eine Wohnung. Als besondere Attraktion lässt Rosenfeld auf der nahegelegenen Zwickauer Mulde ein elektrisch angetriebenes Ausflugsboot verkehren. Das Boot hatte den Namen „Prinz Heinrich“ bekommen und fuhr zwischen dem Ort Remse, der Anlegestelle beim Gasthaus Kiautschau und dem Remser „Vogelberg“ hin und her. Von der Anlegestelle am Vogelberg konnten die Touristen über einen kurzen Wanderweg den Aussichtsfelsen (Remser) „Bastei“ besteigen. Hier wartete damals ein romantischer Ausblick ins Tal der Zwickauer Mulde bei Kleinbernsdorf und Reinholdshain auf die Besucher.

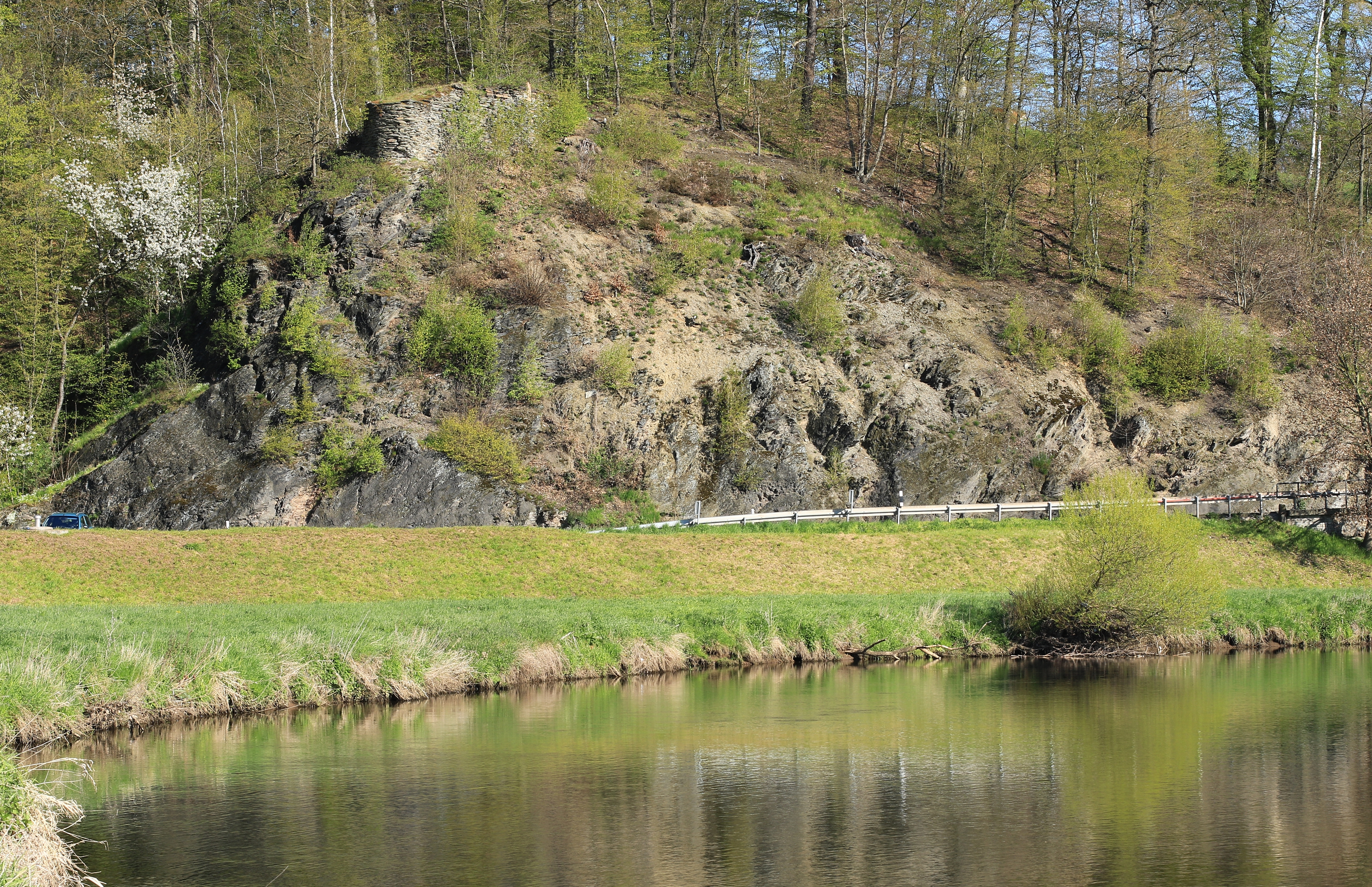
„Remser Bastei“ (mit Resten der gemauerten Aussichtsplattform von 1843)

Die Umbenennung des Gasthofes in „Kiautschau“ und der Bootsname „Prinz Heinrich“ stehen offenkundig mit dem vom Deutschen Kaiserreich 1898 unter militärischem Druck vom Chinesischen Kaiserreich gepachteten Gebiet Kiautschou in Zusammenhang.
Die Bucht von Kiautschou mit der Stadt Tsingtau befindet sich im Osten Chinas, 700 Kilometer südöstlich von Peking am Gelben Meer. Tsingtau wurde zu einem deutschen Hongkong ausgebaut.
An den damaligen Militäraktionen der deutschen Kaiserlichen Marine um Kiautschou (chinesisch: Jiaozhou) bzw. den Hafen von Tsingtau (chinesisch: Quingdao), war indirekt auch Prinz Heinrich von Preußen, der jüngere Bruder von Kaiser Wilhelm II., als Kommandeur eines Schiffs-Geschwaders in Ostasien ab Ende 1897 beteiligt. Kurz darauf erfolgten in China die Boxeraufstände. Schon 1914 verliert das Deutsche Kaiserreich das besetzte Gebiet in China, da die Japaner es militärisch besetzen. In Kleinbernsdorf ist mündlich überliefert worden, dass Gäste des Gasthofes Kiautschau damals eine heiße Bockwurst gratis bekamen, wenn sie eine Fahrkarte für das Boot „Prinz Heinrich“ vorweisen konnten.
Als man 1873 hier mit dem Bau der Muldentalbahn begann, musste unmittelbar westlich des Gasthofes Kleinbernsdorf ein hoher Bahndamm aufgeschüttet werden und eine kleine Bahnbrücke über den Oertelshainer Bach errichtet werden. Am 10. Mai 1875 wurde die hiesige Bahnstrecke Glauchau-Penig eingeweiht und wenig später richtet Hermann Rosenfeld im Remser Bahnhof eine Schankwirtschaft ein. Die Züge fuhren nun nah am Gasthaus vorbei, wie die Postkarten von um 1900 zeigen. Der Bahnhof in Remse versorgte das Gasthaus Kleinbernsdorf mit neuen Gästen.
Nahe der Stelle, an der der Oertelshainer Bach in die Zwickauer Mulde mündet, befand sich die Anlegestelle des Bootes Prinz Heinrich für die Gaststätte. Einige dutzend Meter nördlich lag die ehemalige Remser Mahl- und Schleifmühle direkt an der Zwickauer Mulde. Im Jahr 1900 verkaufte der Fürst von Schönburg-Waldenburg die Mühle an einen Unternehmer. Nun wurde die Mühle zu einer Papierfabrik und Zellstofffabrik/Watteproduktion (Fa. Mahla & Graeser) stark ausgebaut. Es entstand ein großes Muldenwehr (1911 wurde das hölzerne Wehr durch eines aus Beton ersetzt), ein Maschinenhaus mit Dampfmaschine (war schon Jahrzehnte eher errichtet worden) und ein Elektrizitätswerk für die Fabrik. Die Besitzer bewohnten in Remse die Villa Mahla.
Dies beeinträchtigte zweifelsohne den nahen Gasthofbetrieb. Seit Bau des Muldenwehres konnte die „Prinz Heinrich“ nicht mehr bis Remse fahren.
Mit dem Bau der Reichsautobahnen in der Zeit des Nationalsozialismus, wurde bei Reinholdshain das Tal der Zwickauer Mulde durch eine riesige Autobahnbrücke überspannt. 1937 wurde die Autobahn Dresden-Meerane (Nr. 83, die heutige A4) eröffnet (siehe Reichsautobahn#Streckenübersicht). Die schöne Aussicht vom Felsen Remser Bastei war zerstört. Erwähnt werden soll noch, dass bereits im Sommer 1843 im Auftrag des Fürsten Otto von Schönburg-Waldenburg die Aussichtsplattform „Bastei“ auf dem Remser Vogelberg aufgemauert wurde. Heute ist der ganze Felsen als Bastei bekannt, damals wurde nur die Plattform so genannt. Noch 1843 publizierte der Waldenburger Pfarrer Oesfeld ein fünfstrophiges Gedicht über die Remser Bastei. Es trägt den Titel „Der Altan auf dem Vogelberge bei Remse“. Die erste Strophe beginnt folgendermaßen:

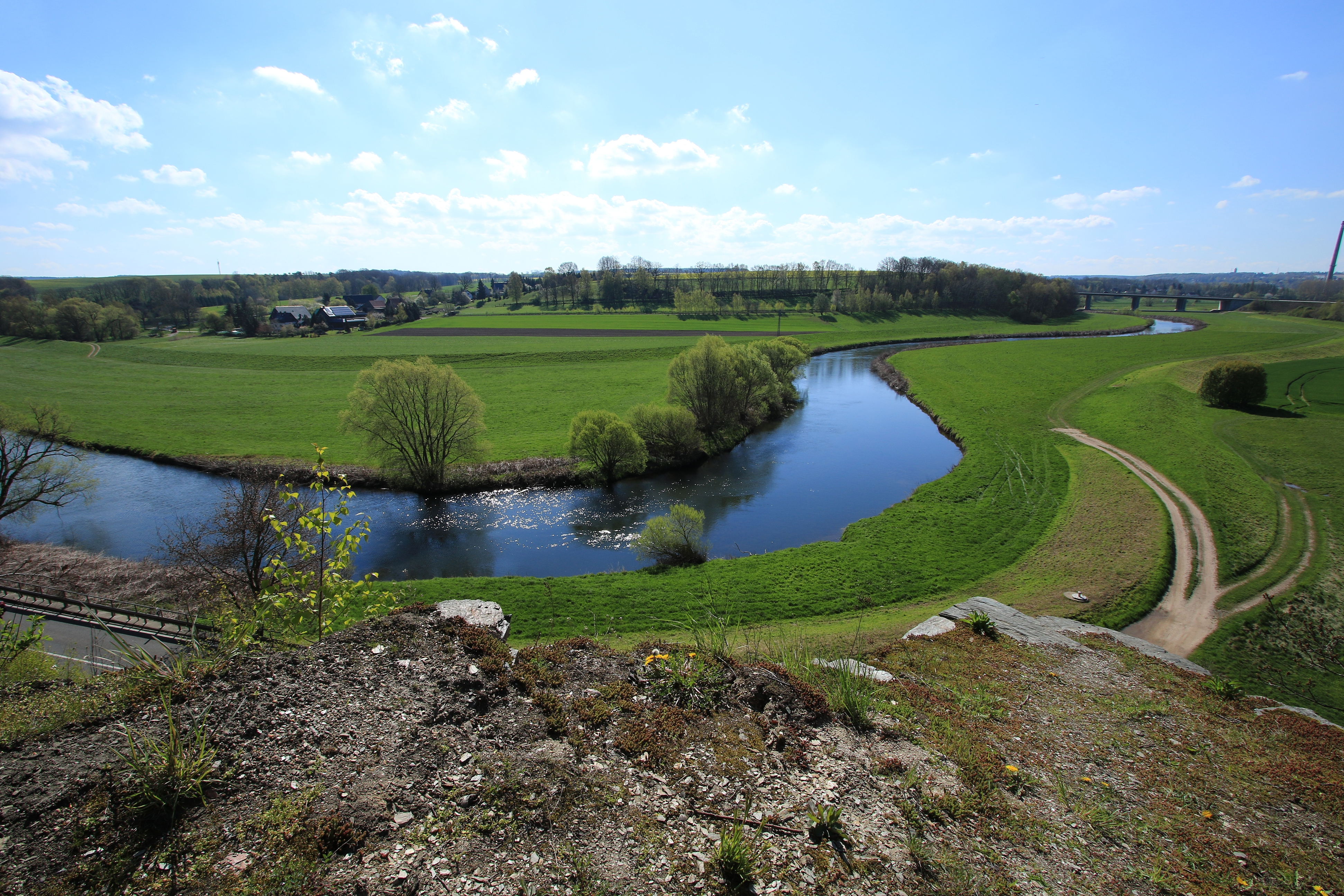
Ausblick von der Remser Bastei ins Tal der Zwickauer Mulde, mit Kleinbernsdorf

Oh, welch ein Blick hinab von dieser Höhe

Auf dich, du schön und reich geschmücktes Tal,

Und auch, wohin ich vor- und seitwärts sehe,

Welch ein Naturgemälde überall!

[...]
Die Gaststätte Kiautschau wurde in den 1960er Jahren geschlossen. Der Tanzsaal diente noch einige Zeit als Lagerraum.
Heute (2023) sind von dem Park bei der Gaststätte keine Reste sichtbar. Der Park befand sich an der Südseite des sogenannten „Klosterberges“.
Mehrere Gebäude bei der ehemaligen Gaststätte sind heute wieder bewohnt. Der Tanzsaal ist ruinös.
Von der ehemaligen Vogelschen Brauerei blieb als Relikt an der Straße Reinholdshain-Remse (hier Grünfelder Straße genannt) ein zugemauerter Bergkeller unterhalb des Bahndammes bei der Ruine der Remser Papierfabrik übrig.
Am Porzellanmarkt immer wieder auftauchende Stücke mit der Aufschrift „Gruß aus Kiautschau zum Sommerfest“ (Frakturschrift!) stammen höchstwahrscheinlich vom Gasthof Kiautschau in Kleinbernsdorf. Darauf deutet hin, dass immer wieder solche Stücke im Raum Chemnitz gefunden werden. Diese Haushaltsgegenstände aus Porzellan mit Beschriftungen und Verzierungen in Glanzgold-Farbe wurden laut grünem Bodenstempel (unter der Glasur) von der Eisenberger Porzellanfabrik Wilhelm Jäger in Thüringen hergestellt. Nach der Art des verwendeten Stempels soll dies zwischen 1928 und 1940 gewesen sein. Die Stücke sind zylindrisch oder neukonisch und bis auf den Stempel nach der Methode Aufglasur-Malerei verziert worden.

## Flurgrenze
Der Oertelshainer Bach (früher auch Aubach genannt) trennt auch heute noch die Reinholdshainer Flur (mit Kleinbernsdorf) von der Remser Flur (mit Oertelshain).
Daher gehören die Gebäude beim ehemaligen Gasthaus Kiautschau (auf der Südseite des Baches) zu Glauchau/Reinholdshain/Kleinbernsdorf. Der Klosterberg und die Papierfabrik sowie der Ort Oertelshain liegen nördlich des Baches und gehören zu Remse.
Die Straße Reinholdshain-Remse heißt heute auf der Reinholdshain-Kleinbernsdorfer Flur „Wolkenburger Straße“, aber auf der Remser Flur „Grünfelder Straße“. Im Jahr 1928 hieß sie auf Remser Flur „Bernsdorfer Weg“.

## Sehenswürdigkeiten

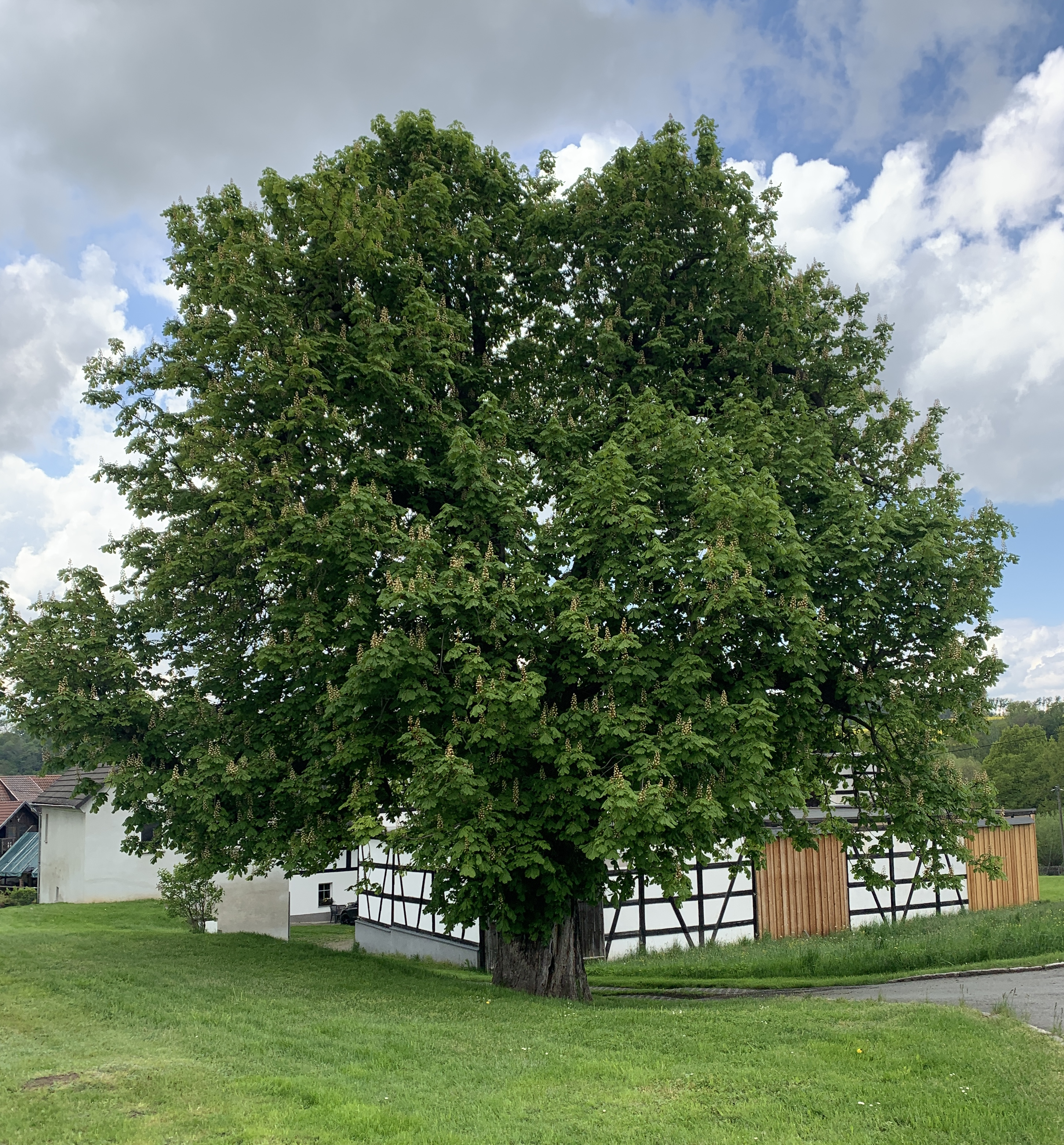
Naturdenkmal Rosskastanie

Nahe an der Straße von Reinholdshain nach Remse (die hier Wolkenburger Straße heißt) befindet sich vor einem Bauerngut (Vierseithof) in Kleinbernsdorf ein alter Kastanienbaum. Ein Schild am Baum weist diesen als Naturdenkmal aus. Diese Rosskastanie gehörte früher als „Hofbaum“ zu dem Bauerngut daneben. Im Jahr 1956 wurde sie als Naturdenkmal unter Schutz gestellt.